# Grace Paley
Grace Paley, nata Grace Goodside (New York, 11 dicembre 1922 – Thetford, 22 agosto 2007), è stata una scrittrice, poetessa e attivista statunitense.
Nata da una famiglia ebrea di origine ucraina, Grace Paley è considerata una maestra delle short stories, dimostrando grande talento con la sua scarna carriera di scrittrice, 45 racconti in 40 anni per un totale di 370 pagine. Con tre raccolte di racconti, The Collected Stories, è stata finalista al Premio Pulitzer e al National Book Award nel 1994.  Autori come Philip Roth e Saul Bellow lodarono la singolarità della sua voce nella narrativa americana.
Al di là del suo lavoro come scrittrice e professoressa universitaria, Paley era un'attivista femminista e contro la guerra, descrivendosi come una "pacifista piuttosto combattiva e anarchica cooperativa".

## Biografia
Grace Paley nacque a New York da Isaac e Manya Ridnyik Goodside, che avevano anglicizzato il cognome da "Gutseit" quando erano emigrati dall'Ucraina. Il padre era un dottore. La famiglia parlava russo e yiddish, oltre all'inglese. La più giovane di tre bambini, Grace Paley da piccola era un maschiaccio. Nel 1938 e 1939 Paley frequentò l'Hunter College, e poi brevemente la The New School, ma non ricevette mai la laurea. Nei primi anni 40, Paley studiò con W. H. Auden alla New School for Social Research. L'interesse sociale di Auden e il suo uso pesante dell'ironia è spesso citato come un'influenza importante sui suoi primi lavori, in particolare le poesie. 
Il 20 giugno 1942, Grace sposò il direttore della fotografia Jess Paley, dal quale ebbe due figli, Nora e Danny. In seguito divorziarono e, nel 1972, Paley si risposò col poeta Robert Nichols. Insegnò al Sarah Lawrence College. Nel 1980 fu eletta alla National Academy of Arts and Letters; nel 1989, il governatore Mario Cuomo la nominò prima scrittrice ufficiale dello stato di New York. È stata il poeta laureato dal 5 marzo 2003 al 25 luglio 2007. È morta nella sua casa di Thetford a 84 anni a causa di un cancro al seno. In una delle sue ultime interviste - nel maggio 2007 al giornale Vermont Woman - Paley espresse i suoi sogni per il futuro dei suoi nipoti: «sarebbe un mondo senza militarismo e razzismo e avidità, e dove le donne non hanno bisogno di combattere per il loro posto nel mondo».

## Carriera accademica
Grace ha insegnato scrittura al Sarah Lawrence College dal 1966 al 1989, e ha aiutato a fondare la "Teachers & Writers Collaborative" a New York nel 1967. Ha anche insegnato alla Columbia University, alla Syracuse University e al City College of New York. Paley ha espresso la sua visione dell'insegnamento durante un simposio su "Educare l'immaginazione" nel 1996:

## Attivismo politico
Paley era nota per il suo pacifismo e attivismo politico. La sua collega, attivista e femminista, Robin Morgan, ha descritto l'attivismo di Paley come ampiamente focalizzato sulla giustizia sociale: "Diritti civili, contro la guerra, contro il nucleare, femminista, qualunque cosa avesse bisogno di una rivoluzione". L'FBI la dichiarò comunista e conservò un fascicolo su di lei per trent'anni.
A partire dagli anni '50, Paley si unì agli amici nella protesta contro la proliferazione nucleare e la militarizzazione americana. Lavorò anche con l'"American Friends Service Committee" per fondare gruppi pacifisti di quartiere, aiutando a fondare il "Greenwich Village Peace Center" nel 1961. Incontrò il suo secondo marito, Robert Nichols, attraverso il movimento pacifista contro la guerra del Vietnam.
Con l'escalation della guerra del Vietnam, Paley si unì alla "War Resisters League". Venne arrestata in diverse occasioni, inclusa la permanenza di una settimana nella casa di detenzione femminile nel Greenwich Village.) Nel 1968, firmò la promessa "Writers and Editors War Tax Protest", promettendo di rifiutare il pagamento delle tasse in segno di protesta contro la guerra del Vietnam,   e nel 1969 divenne famosa a livello nazionale come attivista quando accompagnò una missione di pace ad Hanoi per negoziare il rilascio dei prigionieri di guerra. Fu delegata alla Conferenza mondiale sulla pace del 1973 a Mosca  e venne arrestata nel 1978 come una degli "Undici della Casa Bianca" per aver srotolato uno striscione antinucleare con la scritta "Niente armi nucleari... Niente energia nucleare: USA e URSS" sul prato della Casa Bianca. Negli anni '80 Paley sostenne gli sforzi per migliorare i diritti umani e resistere all'intervento militare statunitense in America Centrale  e continuò a parlare apertamente nei suoi ultimi anni contro la guerra in Iraq.
Tra le molte altre cause di Paley c'era il diritto all'aborto, parte del suo più ampio lavoro femminista. Organizzò una delle prime "dichiarazioni sull'aborto" negli anni '60, dopo aver abortito lei stessa negli anni '50 e aver lottato per averne un altro pochi anni dopo.

## Opere tradotte in italiano
- Enormi cambiamenti all'ultimo momento. racconti (Enormous Changes at the Last Minute, 1974), traduzione di Marisa Caramella, Milano, La Tartaruga, 1982,  p. 161.
- Più tardi nel pomeriggio, traduzione di Laura Noulian, Prefazione di Fernanda Pivano, Milano, La Tartaruga, 1987,  p. 181.
- In autobus e altre poesie, a cura di C. Daniele, Edizioni Empiria Ass. Cult, 1993.
- Piccoli contrattempi del vivere. Tutti i racconti, Torino, Einaudi, 2002,  p. 368.
- L'importanza di non capire tutto (Just as I Thought, 1998), Collana Einaudi Stile Libero, Torino, Einaudi, 2007,  p. 276, ISBN 978-88-0617-077-6. [miscellanea di articoli, ricordi autobiografici, conversazioni, saggi]
- Fedeltà (Fidelity, 2008), traduzione di L. Brambilla e P. Cognetti, Prefazione di Paolo Cognetti. Con un ricordo di A.M. Homes, Minimum Fax, 2011, ISBN 978-88-7521-305-3. [postumo]
- Tutti i racconti (The Collected Stories, 1994), traduzione di I. Zani, Sur, 2018, ISBN 978-88-6998-139-5.
- Volevo scrivere una poesia, invece ho fatto una torta, (House: Some Instructions, 19?), prefazione di Paolo Cognetti.Trad.Isabella Zani e Paolo Cognetti, Sur, 2022 ISBN 978-88-699-8286-6

## Ricezione italiana
Nel 2012 fu pubblicato un libro a lei dedicato L'arte di ascoltare. Parole e scrittura in Grace Paley, scritto da Annalucia Accardo, professoressa di Letteratura americana alla Sapienza Università di Roma (i suoi percorsi di ricerca e le sue pubblicazioni attraversano identità marginali e ribelli della cultura americana).